# 晩堂課

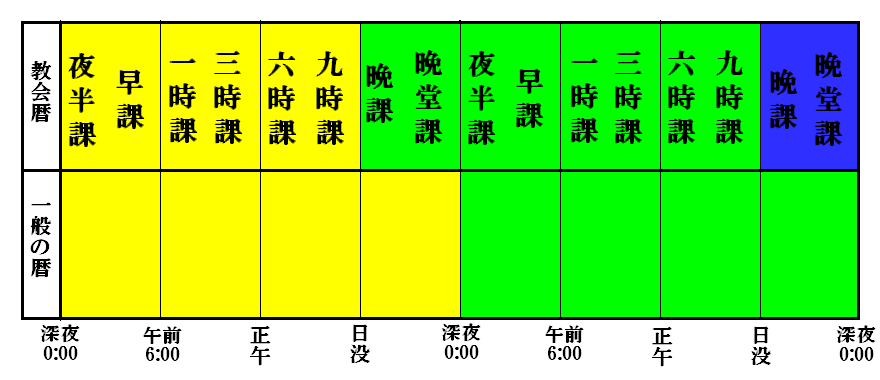
正教会における、晩課・早課も含めた、広義の時課が行われる大まかな時刻の図解。正教会暦においては一日は日没に始まり日没に終わる。但し、このような時刻で全ての時課が行われる事は、大規模な修道院を除き極めて稀である。

晩堂課（ばんどうか、ギリシア語: Απόδειπνον, ロシア語: Повечерие, 英語: Compline）は、正教会の奉神礼（時課）の一つ。教会の夕食後の奉事であり、ギリシャ語名もロシア語名も「夕食後の奉事」との語義をもつ。時課経に収録されている。

## 晩堂大課・晩堂小課
晩堂課には晩堂大課（ばんどうたいか、ギリシア語: Μέγα Απόδειπνον, ロシア語: Великое повечерие, 英語: Great Compline）と晩堂小課（ばんどうしょうか、: Μικρόν Απόδειπνον, ロシア語: Малое повечерие, 英語: Small Compline）とがある。晩堂小課は晩堂大課を縮小した短いものとなっている。
晩堂大課は降誕祭・神現祭などの大祭や、大斎に行われる。晩堂大課では祈祷文「神は我等と偕にす」が歌われる。大斎第一週には、クリトの聖アンドレイの痛悔のカノンが挿入されて朗誦される。

## 意義・内容
この奉事において正教徒は、夕食後、眠りに着く前に、知って犯した罪・知らないで犯した罪など、諸々の罪の赦しを神に求め痛悔し、神がこの眠りを人の罪ゆえに目覚めない眠り（死）とすることがないように願い、睡眠中に敵の誘惑から守るように霊と体への安息を求める。さらに昼間の労働で疲れた人の体にとって至福の時として、修士アンティオフの祈りにより、夜の平安と眠りを救世主に求める。また、一時的な眠りから死の眠りによる浮世との別れを想起し、憎悪をなくし、すべての人々のために祈ることも行われる。